# Суданская саванна

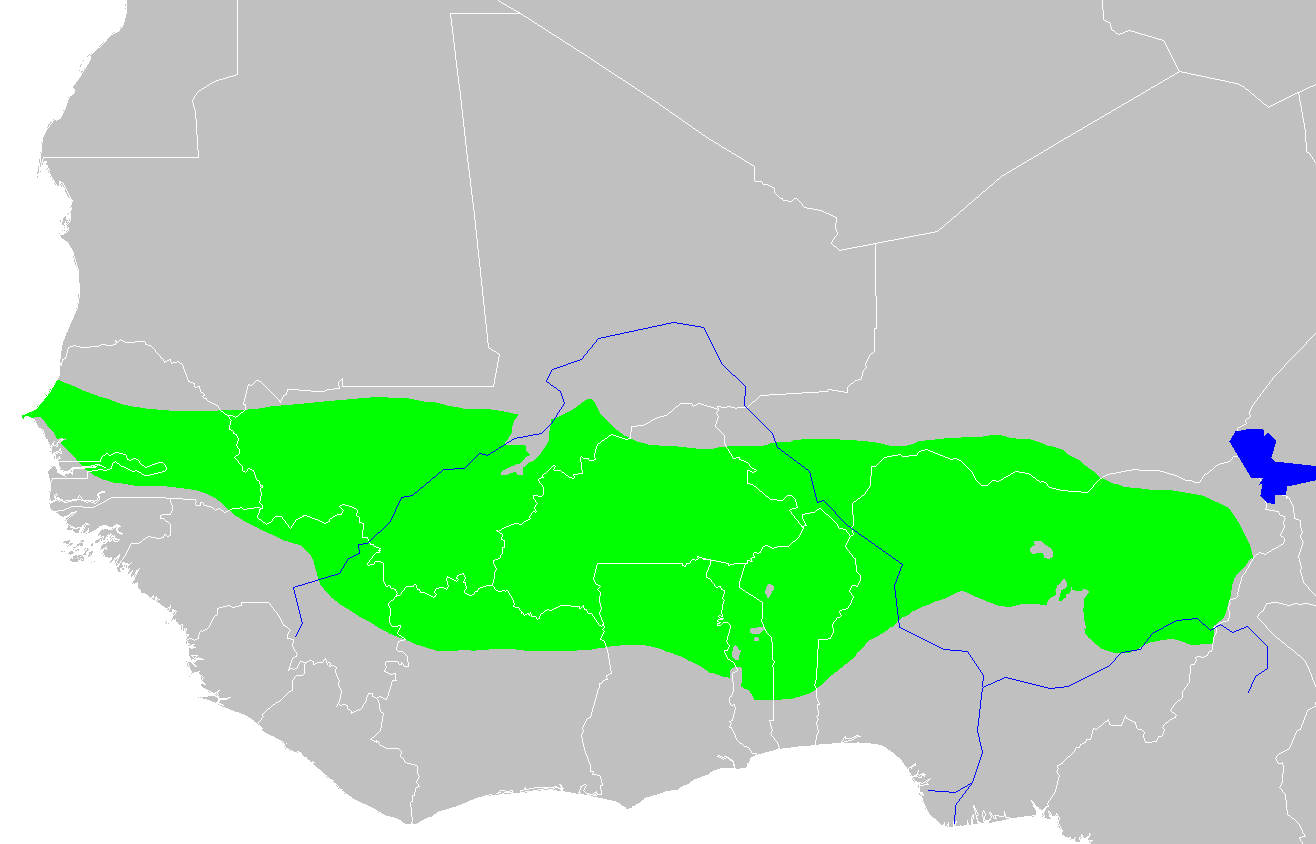
Западные Суданские саванны (зеленая) в Западной Африке

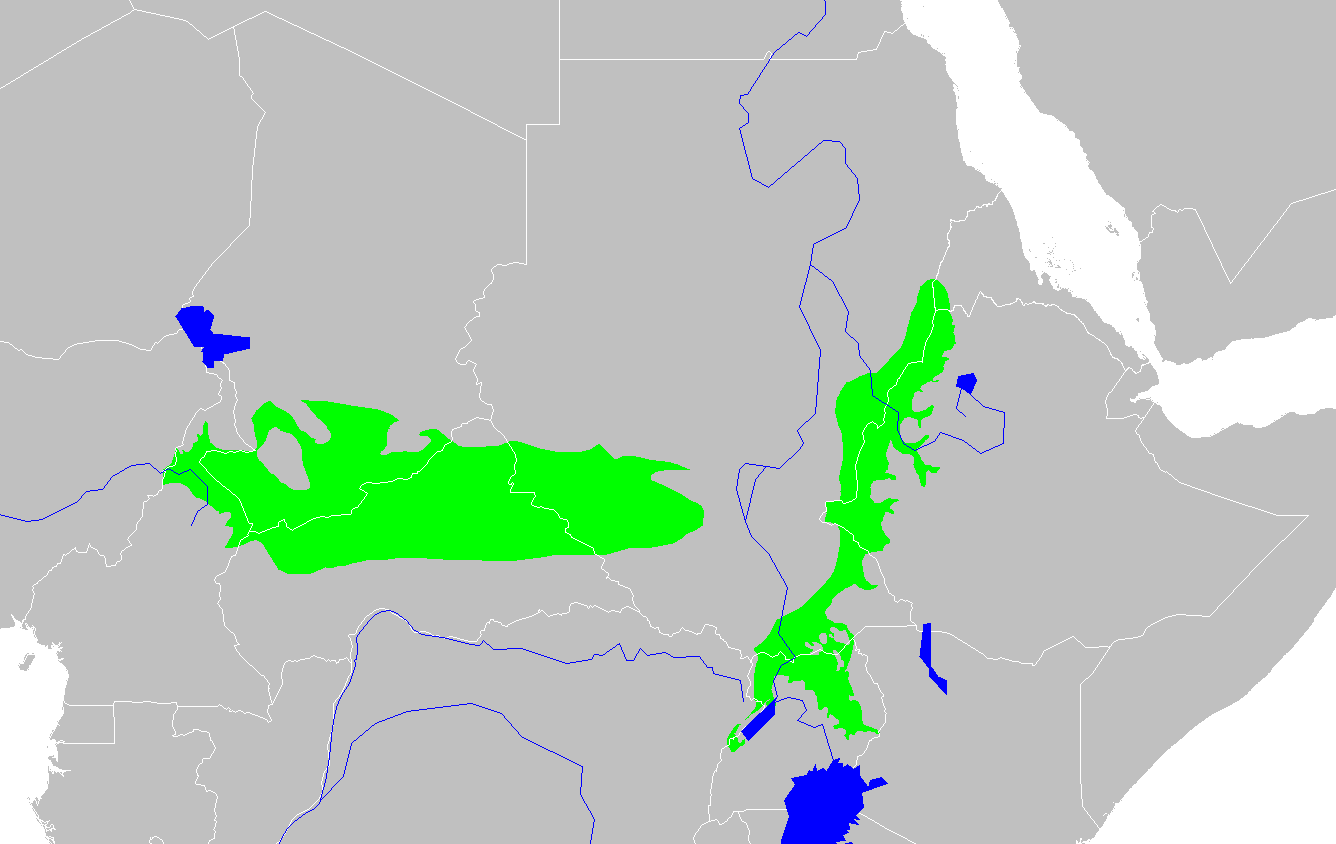
Восточные Суданские саванны (зеленая) в Центрально-Восточной Африке

Суданская саванна — это широкий пояс тропической саванны, который проходит с востока на запад через Африканский континент, от Атлантического океана на западе до Эфиопского нагорья на востоке. Сахель, пояс более сухих лугов и акациевых саванн, расположен к северу, между суданской саванной и пустыней Сахара. К югу мозаика лесов и саванн образует переходную зону между суданской саванной и гвинейско-конголезскими лесами, лежащими ближе к экватору.

## Экорегион
Всемирный фонд дикой природы делит суданскую саванну на два экорегиона, разделенных Камерунским нагорьем. Западные Суданские саванны тянутся от Атлантического океана до восточной части Нигерии, а Восточные Суданские саванны тянутся от Камерунского нагорья на восток до западных низменностей Эфиопии.

## Физико-географическая провинция
Суданская саванна — это одна из трех отдельных физико-географических провинций более крупного африканского массива. Физиография делит эту провинцию на три отдельных физико-географических раздела: бассейн Нигера, бассейн озера Чад и бассейн среднего Нила.

## Растительность

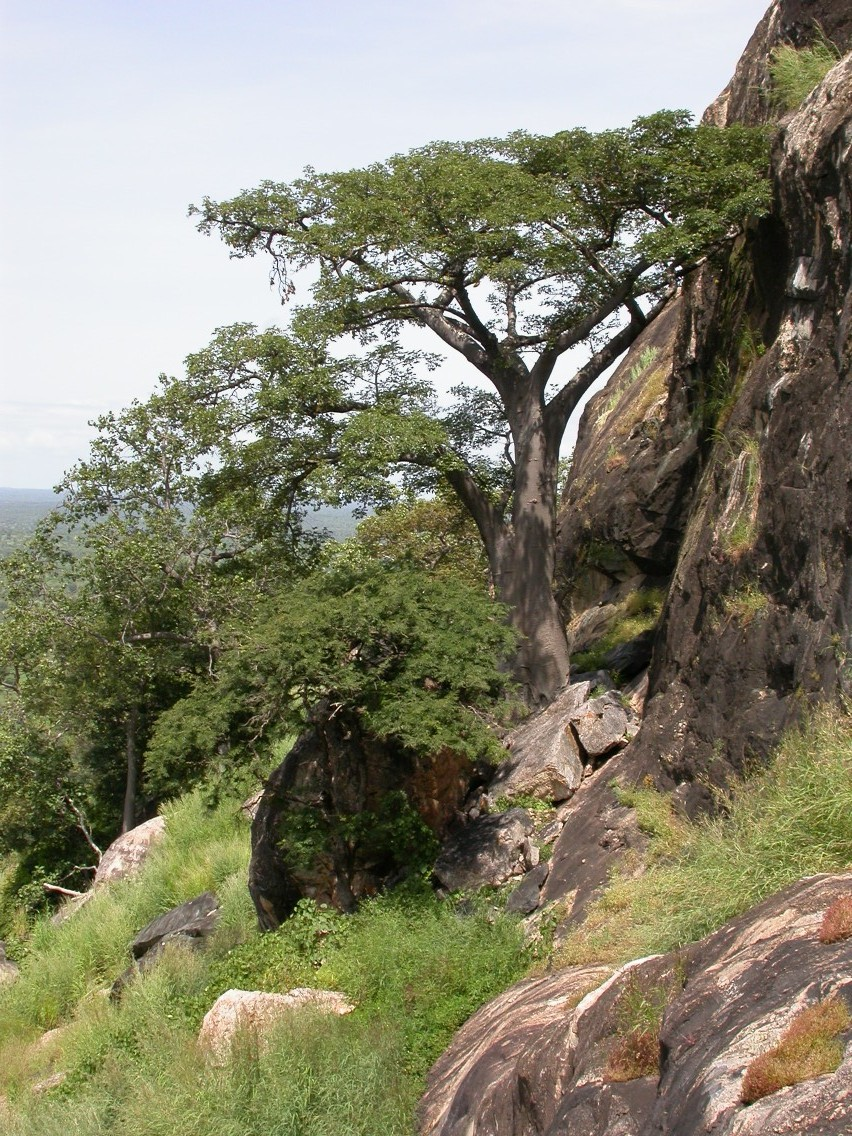
Растительность суданской саванны в Буркина-Фасо

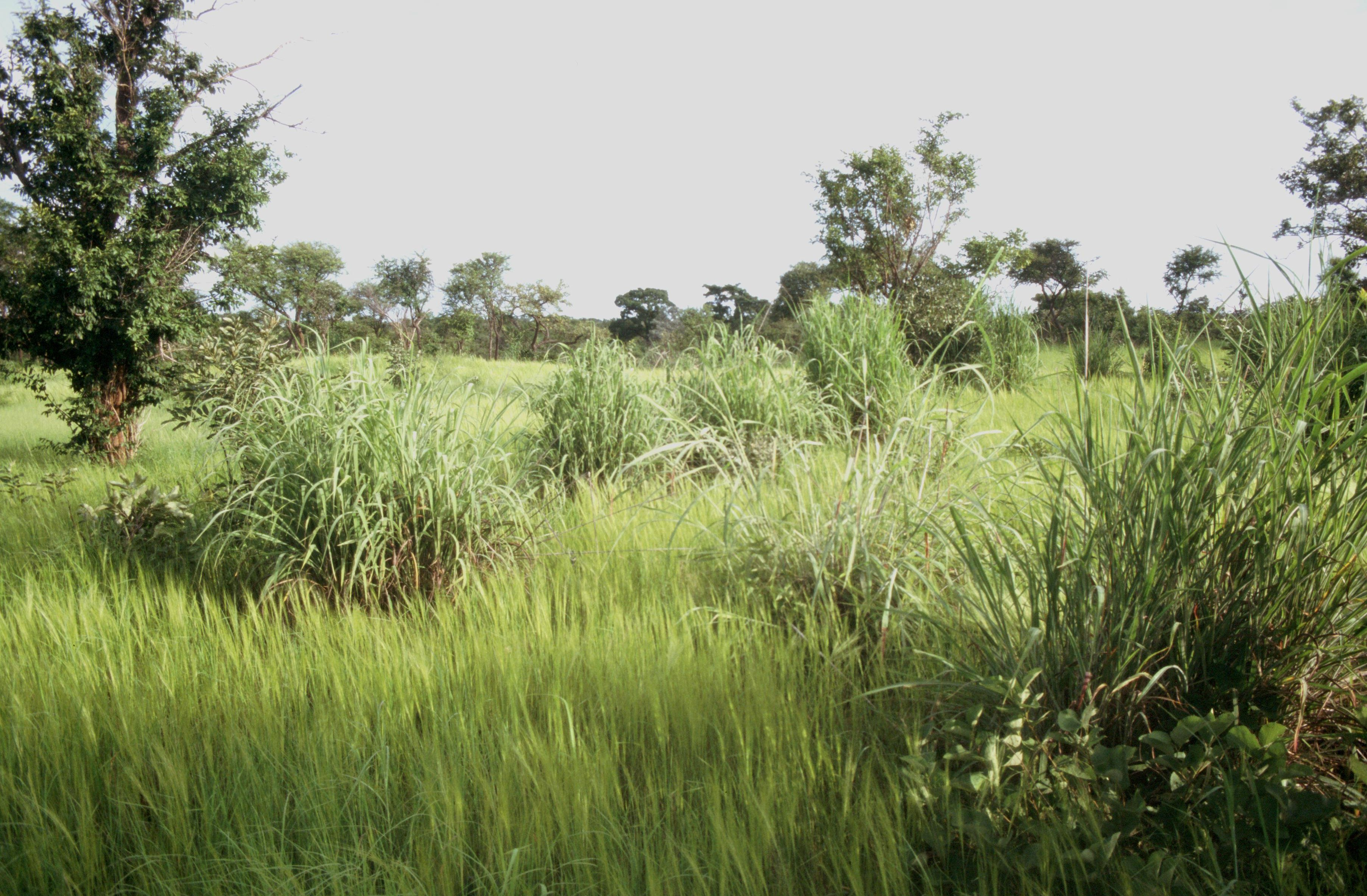
Суданская саванна с пучками зарослей Andropogon gayanus, заповедник Пама, Буркина-Фасо.

Суданская саванна характеризуется сосуществованием деревьев и трав. Доминирующие породы деревьев часто принадлежат к семействам Комбретовые и Цезальпиниевые, некоторые виды акаций также важны. Преобладающими видами трав обычно являются Andropogoneae, особенно рода Andropogon и Hyparrhenia, на неглубоких почвах также Loudetia и Aristida. Большая часть области суданской саванны используется в виде парковых зон, где полезные деревья, такие как ши, баобаб, рожковое дерево и другие, не подвергаются вырубке, в то время как сорго, кукурузу, просо или другие культуры выращиваются под ними.

## Землепользование
Суданская саванна используется как скотоводами, так и фермерами. Крупный рогатый скот — это преимущественно домашний скот, но в некоторых районах также содержатся овцы и козы. Основными выращиваемыми культурами являются сорго и просо, которые подходят для низких уровней осадков. С ростом уровня засухи с 1970-х годов скотоводы вынуждены были двигаться на юг в поисках пастбищ и вступили в конфликт с более оседлыми земледельцами.